# Compagnie d'électricité de Tokyo
La Compagnie d'électricité de Tokyo (en japonais : 東京電力株式会社 (Tōkyō Denryoku Kabushiki-gaisha, TSE : 9501), plus connue sous l'appellation Toden (東電, Tōden), en anglais : Tokyo Electric Power Company ou TEPCO) est une multinationale japonaise de production et de distribution d'électricité. Elle dessert la région du Kantō, la préfecture de Yamanashi et la partie orientale de la préfecture de Shizuoka. Son siège social est situé à Tokyo et des succursales internationales existent à Washington, et à Londres. Elle est membre fondateur de consortiums liés à l'innovation et à la recherche dans le domaine de l'énergie, tels que le JINED, l'INCJ et le MAI.
Elle était, avant sa nationalisation, le plus grand producteur privé mondial d'électricité. La compagnie exploite principalement des centrales thermiques et 3 centrales nucléaires (11 réacteurs). D'autre part, elle dispose de centrales hydroélectriques, de parcs éoliens et d'une centrale géothermique. En raison du coût exorbitant de la catastrophe de Fukushima, centrale dont TEPCO était l'exploitant, la compagnie a été nationalisée.

## Histoire
Historiquement, la production d'électricité était confiée à une entreprise à caractère semi-public, la Nippon Hassoden (日本発送電株式会社, Nippon Hassōden). Afin d'éviter un monopole de l'État japonais dans le secteur de l'énergie, le Commandant suprême des forces alliées décida dès 1948 de privatiser la société. Cette privatisation eut lieu le 1er mai 1951 et donna naissance à neuf sociétés dont la Tokyo Electric Power Company. 
L'entreprise a plusieurs fois été mise en cause pour défaut de préparation à un accident ou falsification de documents.
- En avril 2003, le gouvernement japonais a ordonné à TEPCO de fermer tous ses réacteurs nucléaires pour un contrôle de sécurité après la découverte de documents falsifiés.
- Le 16 juillet 2007, le séisme de Chūetsu-oki, de magnitude 6,8[8], endommage les installations nucléaires de TEPCO situées dans la région de Niigata. Un nombre important d'anomalies sont relevées, dont plusieurs graves. Ce séisme a été trois fois plus puissant que ce que les concepteurs de la centrale nucléaire la plus proche avaient prévu ou même imaginé selon le sismologue japonais Katsuhiko Ishibashi, l'un des principaux conseillers du gouvernement japonais sur la sécurité nucléaire en cas de tremblement de terre[9].
- Le 11 mars 2011, à la suite du séisme suivi d'un tsunami qui ont touché la moitié Nord du Japon, plusieurs réacteurs gérés par la compagnie dans la région la plus touchée sont arrêtés. Dans les jours qui suivent, faute de moyens de refroidissement la pression augmente dans les enceintes de confinement de certains d'entre eux à la centrale nucléaire de Fukushima-Daiichi, où 4 réacteurs sont entrés en fusion partielle de leur cœur. TEPCO doit gérer une situation de crise grave, celle de l'accident nucléaire de Fukushima avec notamment le 12 mars 2011 la destruction par une explosion d'hydrogène du bâtiment recouvrant l'enceinte de confinement du réacteur no 1 (le plus ancien) de la centrale nucléaire de Fukushima-Daiichi. Peu d'informations sont diffusées vers le public lors de cet épisode critique, avec même des informations contradictoires envoyées à l'AIEA qui a dû corriger ses communiqués entre le 12 et 13 mars 2011. Le PDG de TEPCO, Masataka Shimizu, est resté enfermé dans son quartier général à partir du 13 mars 2011, soit deux jours après le séisme[10], puis a été en arrêt maladie jusqu'au 7 avril suivant pour cause de surmenage[11]. 
Les jours suivants, l'action de TEPCO entame une sérieuse chute boursière[12]. 3 mois plus tard, (le 28 juin 2012), la compagnie TEPCO a été nationalisée par l’État japonais[5].
- En 2012, TEPCO prépare la construction d'une enceinte de protection autour des bâtiments détruits avant un démantèlement qui devrait durer plusieurs dizaines d'années.
- Le 10 juillet 2013, la NRA (Autorité japonaise de régulation nucléaire) annonce suspecter que malgré la construction d'une barrière souterraine, de l'eau radioactive issue de la centrale percolerait dans le sol et aurait déjà atteint l'océan Pacifique ; son président Shunichi Tanaka insiste sur l'importance de trouver la source de la contamination et de « mettre la priorité sur la mise en œuvre de contre-mesures ». Les mesures de TEPCO faites les jours précédents et suivants au niveau des fondations montraient une présence de tritium (2 400 000 Bq/L à 1 m de profondeur près de l'unité 2[13] (soit 2 400 Bq/cm3[13]) et 4 600 000 Bq/L (4 600 Bq/cm3) à 13 m de profondeur, ainsi qu'une augmentation d'une centaine de fois pour le césium 134 et le strontium, sans que l'opérateur ait pu en déterminer l'origine)[13]. Également près de l'unité 2 à 13 m de profondeur, TEPCO a aussi relevé une teneur en chlore élevée (7 500 ppm), et une activité très élevée pour le césium 300 000 000 Bq/L (soit 300 000 Bq/cm3) pour le césium 134[13] et 650 000 000 Bq/L (soit 650 000 Bq/cm3) pour le césium 137[13]. L'agence a aussi demandé « la production d'un rapport détaillé et crédible de la part des opérateurs nucléaires ». Quelques semaines plus tard, TEPCO a « pour la première fois »[14] reconnu ne pouvoir nier « que maintenant [même après la construction d'une paroi souterraine de protection ait été construite], l'eau souterraine se déverse dans l'océan »[15], et alors que la centrale subit encore des séismes[15], qu'une quantité importante d'eau radioactive suinte de la centrale accidentée vers l'océan Pacifique et les nappes à Fukushima, le porte-parole de l'entreprise estimant toutefois que « l'impact de l'eau radioactive dans l'océan serait limitée », ajoutant que TEPCO allait « intensifier les efforts de consolider du sol près du port dans l'installation nucléaire ». 
TEPCO n'a pas retrouvé la confiance du public japonais qui pour plus de 90 % estimait avant cette annonce que deux ans après l'accident, la « catastrophe de Fukushima n'est pas sous contrôle »[16]. Sur 19 592 employés, dont 16 302 sous-traitants employés à gérer les suites de l'accident de Fukushima Daiichi devant être médicalement suivis avec des résultats qui auraient dû être communiqués à l'OMS (qui n'a reçu que 522 dossiers), selon l'OMS (évaluation faite en février 2013) 1 973 personnes ont été exposés à plus de 100 millisieverts, ce qui correspond pour eux à un risque accru de cancer de la thyroïde[17]. TEPCO, n'a pas non plus retrouvé la confiance des autorités japonaises de contrôle : en dépit de ses obligations, l'opérateur a omis de prévenir en temps importun le contrôleur nucléaire (NRA) d'une fuite de la digue souterraine (en « verre liquide » de 100 m de long et 16 m de profondeur) chargée d'empêcher la nappe polluée d'atteindre l'océan[18].

TEPCO compte s'installer au Royaume-Uni en 2015 pour acheter, stocker (à l'aide de batteries) et revendre de l'énergie électrique.
- Le 10 octobre 2017[20], TEPCO et l'État japonais sont reconnus coupables de négligence par un tribunal de Fukushima, pour ne pas avoir pris des mesures de protection des centrales nucléaires contre les tsunamis[21],[22].

## Actionnaires
Liste des principaux actionnaires au 3 octobre 2019.
| Nom                                  | Actions    | %      |
| Tokyo Electric Power (salariés)      | 50 545 400 | 3,15%  |
| Ville de Tokyo                       | 42 676 700 | 2,66%  |
| Sumitomo Mitsui Financial            | 35 927 500 | 2,24%  |
| Nippon Life (assurances)             | 26 400 500 | 1,64%  |
| Mizuho Financial                     | 23 791 133 | 1,48%  |
| Mitsubishi Heavy Industries          | 8 098 000  | 0,50%  |
| Tokyo Electric Power Holding         | 3 221 100  | 0,20%  |
| Sompo Holdings                       | 2 557 873  | 0,16%  |
| Kandenk                              | 2 369 800  | 0,15%  |
| Retraités de l'enseignement du Texas | 1 288 519  | 0,080% |

## Parc de production
En mars 2010, la compagnie disposait d’une puissance installée de 64,5 gigawatts dans 190 installations réparties comme suit :
- Hydraulique : 160 installations / 9 GW

| Visuel | Nom                                                                                          | Puissance | Localisation                                                      |
| ------ | -------------------------------------------------------------------------------------------- | --------- | ----------------------------------------------------------------- |
|        | Barrage d'Imaichi 今市ダム (Imaichi damu)                                                    | 1 050 MWe | Nikkō, Préfecture de Tochigi 36° 49′ 31″ N, 139° 39′ 58″ E        |
|        | Barrage de Shiobara 塩原ダム (Shiobara damu)                                                 | 900 MWe   | Nasushiobara, Préfecture de Tochigi 36° 57′ 07″ N, 139° 53′ 05″ E |
|        | Barrage de Tambara 玉原ダム (Tanbara damu)                                                   | 1 200 MWe | Numata, Préfecture de Gunma 36° 46′ 29″ N, 139° 03′ 46″ E         |
|        | Barrage de Kazunogawa 葛野川ダム (Kazunogawa damu)                                           | 800 MWe   | Kōshū, Préfecture de Yamanashi 35° 43′ 07″ N, 138° 55′ 47″ E      |
|        | Barrage de Nagawado 奈川渡ダム (Nagawado damu)                                               | 623 MWe   | Matsumoto, Préfecture de Nagano 36° 07′ 57″ N, 137° 43′ 05″ E     |
|        | Station de pompage-turbinage de Shin-Takasegawa 新高瀬川発電所 (Shin-Takasegawa Hatsudensho) | 1 280 MWe | Ōmachi, Préfecture de Nagano 36° 28′ 26″ N, 137° 41′ 23″ E        |

- Thermique classique (pétrole, charbon, gaz et géothermie) : 25 installations / 38,2 GW

| Visuel | Nom                                                                                            | Puissance | Localisation                                                   |
| ------ | ---------------------------------------------------------------------------------------------- | --------- | -------------------------------------------------------------- |
|        | Centrale thermique d'Oi 大井火力発電所 (Ōi Karyoku Hatsudensho)                                | 1 259 MWe | Shinagawa, Tokyo 35° 36′ 54″ N, 139° 45′ 24″ E                 |
|        | Centrale thermique de Shinagawa 品川火力発電所 (Shinagawa Karyoku Hatsudensho)                 | 1 140 MWe | Shinagawa, Tokyo 35° 37′ 14″ N, 139° 45′ 21″ E                 |
|        | Centrale thermique de Yokosuka 横須賀火力発電所 (Yokosuka Karyoku Hatsudensho)                 | 2 604 MWe | Yokosuka, Préfecture de Kanagawa 35° 12′ 56″ N, 139° 42′ 59″ E |
|        | Centrale thermique de Kawasaki 川崎火力発電所 (Kawasaki Karyoku Hatsudensho)                   | 1 628 MWe | Kawasaki, Préfecture de Kanagawa 35° 30′ 43″ N, 139° 45′ 45″ E |
|        | Centrale thermique de Yokohama 横浜火力発電所 (Yokohama Karyoku Hatsudensho)                   | 3 325 MWe | Yokohama, Préfecture de Kanagawa 35° 28′ 26″ N, 139° 40′ 43″ E |
|        | Centrale thermique de Minami-Yokohama 南横浜火力発電所 (Minami-Yokohama Karyoku Hatsudensho)   | 1 150 MWe | Yokohama, Préfecture de Kanagawa 35° 24′ 16″ N, 139° 38′ 14″ E |
|        | Centrale thermique de Higashi-Ōgishima 東扇島火力発電所 (Higashi-Ōgishima Karyoku Hatsudensho) | 2 000 MWe | Kawasaki, Préfecture de Kanagawa 35° 29′ 41″ N, 139° 44′ 44″ E |
|        | Centrale thermique de Chiba 千葉火力発電所 (Chiba Karyoku Hatsudensho)                         | 3 548 MWe | Chiba, Préfecture de Chiba 35° 33′ 52″ N, 140° 06′ 20″ E       |
|        | Centrale thermique de Goi 五井火力発電所 (Goi Karyoku Hatsudensho)                             | 1 886 MWe | Ichihara, Préfecture de Chiba 35° 32′ 49″ N, 140° 04′ 21″ E    |
|        | Centrale thermique d'Anegasaki 姉崎火力発電所 (Anegasaki Karyoku Hatsudensho)                  | 3 606 MWe | Ichihara, Préfecture de Chiba 35° 29′ 05″ N, 140° 01′ 05″ E    |
|        | Centrale thermique de Sodegaura 袖ケ浦火力発電所 (Sodegaura Karyoku Hatsudensho)               | 3 712 MWe | Sodegaura, Préfecture de Chiba 35° 27′ 50″ N, 139° 58′ 48″ E   |
|        | Centrale thermique de Futtsu 富津火力発電所 (Futtsu Karyoku Hatsudensho)                       | 5 040 MWe | Futtsu, Préfecture de Chiba 35° 20′ 35″ N, 139° 50′ 02″ E      |
|        | Centrale thermique de Kashima 鹿島火力発電所 (Kashima Karyoku Hatsudensho)                     | 4 400 MWe | Kamisu, Préfecture d'Ibaraki 35° 55′ 03″ N, 140° 42′ 10″ E     |
|        | Centrale thermique de Hitachinaka 常陸那珂火力発電所 (Hitachinaka Karyoku Hatsudensho)         | 1 000 MWe | Tōkai, Préfecture d'Ibaraki 36° 26′ 11″ N, 140° 36′ 51″ E      |
|        | Centrale thermique de Hirono 広野火力発電所 (Hirono Karyoku Hatsudensho)                       | 3 800 MWe | Hirono, Préfecture de Fukushima 37° 14′ 00″ N, 141° 00′ 50″ E  |

- Nucléaire : 3 installations / 17,3 GW

| Visuel | Nom | Puissance                                   | Localisation                                                             |
| ------ | --- | ------------------------------------------- | ------------------------------------------------------------------------ |
|        | Centrale nucléaire de Fukushima Daiichi 福島第一原子力発電所 (Fukushima Dai-ichi Genshiryoku Hatsudensho)  | 4 696 MWe (à l'arrêt définitif depuis 2013) | Okuma et Futaba, Préfecture de Fukushima 37° 25′ 17″ N, 141° 02′ 01″ E   |
|        | Centrale nucléaire de Fukushima Daini 福島第二原子力発電所 (Fukushima Dai-ni Genshiryoku Hatsudensho)      | 4 400 MWe                                   | Naraha et Tomioka, Préfecture de Fukushima 37° 18′ 58″ N, 141° 01′ 32″ E |
|        | Centrale nucléaire de Kashiwazaki-Kariwa 柏崎刈羽原子力発電所 (Kashiwazaki-Kariwa Genshiryoku Hatsudensho) | 8 212 MWe                                   | Kashiwazaki, Préfecture de Niigata 37° 25′ 46″ N, 138° 36′ 06″ E         |

- Nouvelles énergies : 2 installations / 0,004 GW

À la suite de l'accident de nucléaire de Fukushima-Daiichi, l'entreprise a perdu définitivement 4 réacteurs nucléaires.
Elle fournit environ 29 millions de clients à Tokyo et aux alentours.

## Valorisation
La valorisation de la société a énormément baissé en 2011, le cours de l'action chutant de 83 % entre la clôture du 11 mars et le 5 avril 2011 à 362 yens.
Mi-2013, Tepco annonçait un bénéfice net de « 437,9 milliards de yens (3,4 milliards d'euros), artificiellement gonflé par l'aide indirecte des pouvoirs publics pour faire face à l'accident de la centrale nucléaire de Fukushima » ; Tepco « reste déficitaire sur le plan opérationnel » et n'a pas annoncé de prévisions pour l'année.

## Critiques
La société TEPCO est mise en cause en 2002 par le gouvernement japonais pour falsification d'une trentaine de rapports, concernant notamment des fissures dans la structure de treize de ses réacteurs nucléaires,,, ce depuis les années 1970, début des constructions de centrales au Japon, et pour avoir dissimulé des accidents nucléaires, dont celui qui a conduit à une réaction en chaîne incontrôlée en 1978 dans le réacteur №3 de Fukushima,.
Des témoignages d'employés tendent à penser qu'elle « fait passer la rentabilité à court terme avant l'impératif de sécurité à long terme ». Elle est critiquée pour avoir recours pour la maintenance de ses centrales à des « sous-traitants souvent inexpérimentés ». Enfin, lors de l'accident nucléaire de Fukushima en 2011, pour TEPCO, « dans les deux premiers jours qui ont suivi le séisme et le tsunami, le souci de préserver les équipements semble l'avoir emporté sur la prise en compte du risque pour les populations ».
Sur le site de Fukushima travaillent majoritairement des intérimaires employés par des sous-traitants : en 2008 il y a 1 108 salariés réguliers de TEPCO ou d'autres entreprises, contre 9 195 employés de sous-traitants. Or pour ces derniers, la NISA ne publie la répartition de la dose collective que centrale par centrale si bien que ces employés, qui passent de l'une à l'autre, n'ont pas accès au total de leur dose accumulée sur un an et plus, ce qui complique la reconnaissance en maladie professionnelle. 255 ouvriers sous-traitants ont reçu en 1979 une dose supérieure à 10 mSv, contre seulement deux employés réguliers.
Par ailleurs, TEPCO confie pendant l'accident de Fukushima les tâches les plus ingrates et les plus exposées aux rayons ionisants à des travailleurs sans formation qui sont précaires et considérés comme des parias de la société japonaise, notamment les Burakumin,. Selon Paul Jobin, sociologue spécialiste du Japon, « la propagande de Tepco et de la Nisa sont là pour minimiser les risques » de ces employés qui gèrent la crise.
Depuis la catastrophe de Fukushima le 11 mars 2011, TEPCO est confronté à des centaines de procès et une longue suite de demandes d’indemnisations, qui se comptent en dizaines de milliards d’euros.
TEPCO a poursuivi ses activités commerciales en Russie, y compris l'achat de gaz russe,, malgré les sanctions internationales imposées à la suite de l'invasion de l'Ukraine par la Russie en 2022,. Contrairement à de nombreuses entreprises internationales qui ont réduit ou cessé leurs activités en Russie, TEPCO a choisi de maintenir son engagement. Une étude menée par la Yale School of Management a classé l'entreprise dans la catégorie "Grade F", intitulée "Digging In", désignant les entités qui ont défié les appels à quitter ou réduire leurs opérations en Russie. Cette décision a suscité des critiques, accusant l'entreprise de saper les efforts internationaux visant à isoler économiquement la Russie et à faire pression pour mettre fin à son agression.